# Glypta novascotiae
Glypta novascotiae är en stekelart som beskrevs av Dasch 1988. Glypta novascotiae ingår i släktet Glypta och familjen brokparasitsteklar. Inga underarter finns listade i Catalogue of Life.